# Euploea palawana
Euploea palawana är en fjärilsart som beskrevs av Hans Fruhstorfer 1900. Euploea palawana ingår i släktet Euploea och familjen praktfjärilar. Inga underarter finns listade i Catalogue of Life.